# Nekem 8 (Demjén Ferenc-album)
A Nekem 8 Demjén Ferenc sorban nyolcadik szólólemeze, ami 1994-ben jelent meg.

## Az album dalai

### A oldal
1. Nekem 8 (Menyhárt János-Závodi Gábor-Demjén Ferenc)
2. Mint a vulkán (Menyhárt János-Demjén Ferenc)
3. Mosolyogj a holnapért (Menyhárt János-Demjén Ferenc)
4. Ments meg (Závodi Gábor-Demjén Ferenc)
5. Bújjunk el (Závodi Gábor-Demjén Ferenc)

### B oldal
1. Ki lesz aki újra elhozza (Holló József-Demjén Ferenc)
2. Sose mondd, hogy nem (Menyhárt János-Demjén Ferenc)
3. Elkéstünk rólad Hollywood (Holló József-Demjén Ferenc)
4. Tedd a kezed a szívedre (Menyhárt János-Demjén Ferenc)
5. Mint egy álom... (Menyhárt János-Demjén Ferenc)

## Közreműködtek
- Demjén Ferenc – ének
- Holló József – billentyűk, vokál
- Menyhárt János – gitárok, vokál
- Závodi Gábor – billentyűk, vokál
- Szentmihályi Gábor – dobok
- Zsoldos Tamás – basszusgitár